# Paul Averitt
Paul Richard Averitt, né le 7 août 1923 et mort le 7 août 2001, est un soldat américain du 92nd Signal Corps Battalion de l'armée américaine. Lors de la libération du camp de concentration de Dachau le 29 avril 1945, il est un des premiers photographes à documenter l'ouverture du camp.

## Biographie
Averitt est né à Nashville, Tennessee. Il est diplômé de l'East High School.
Le 30 janvier 1943, il s'enrôle et est affecté au 92nd Signal Battalion Company A de l'armée américaine en tant que poseur de lignes téléphoniques et télégraphiques. Sa compagnie se rend en Normandie le 13 juillet 1944 – un mois après le jour J. Il rejoint la Troisième Armée du Général Patton et l'accompagne à travers le Nord de la France et la Rhénanie. Il réalise alors de nombreuses photographies.
Le 29 avril 1945, il parvient au camp de concentration de Dachau, quelques heures seulement après sa libération. Juste avant d'entrer dans le camp, Averitt fait face au convoi ferroviaire, dit du « train de la mort » provenant de Buchenwald. Il réalise sept prises de vue des cadavres des prisonniers issus de ce convoi. Il documente aussi le massacre de Dachau.
Il est libéré de ses fonctions militaires le 2 décembre 1945,.

## Photographies

Cadavres de prisonniers au camp de concentration de Dachau
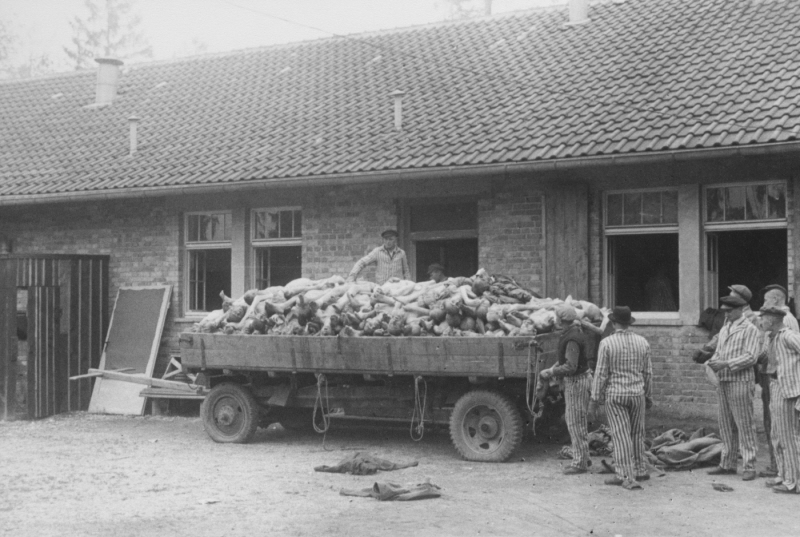

Train de la mort de Buchenwald
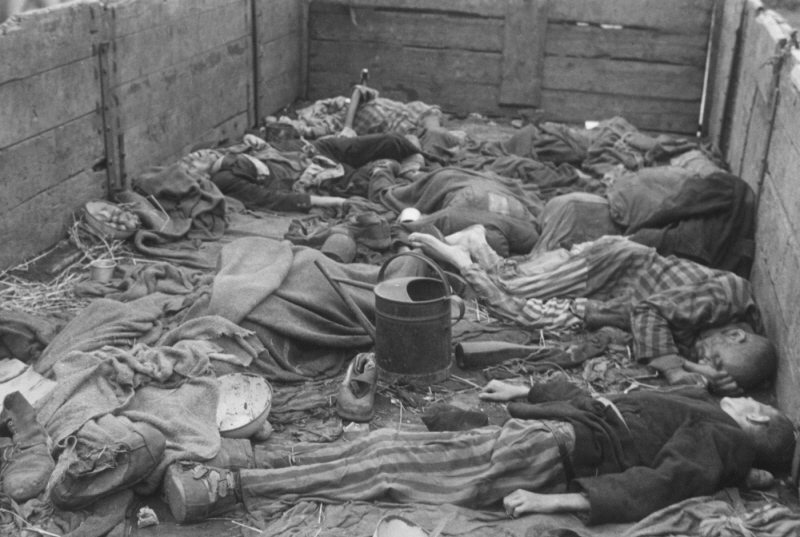
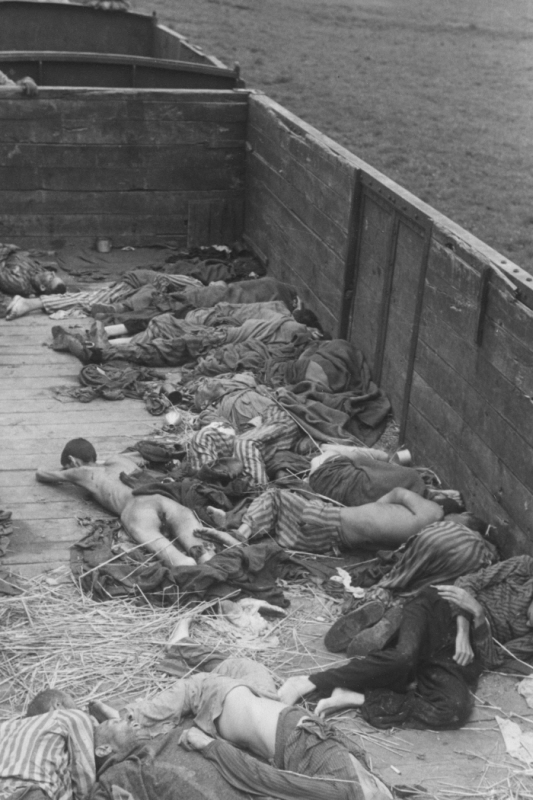
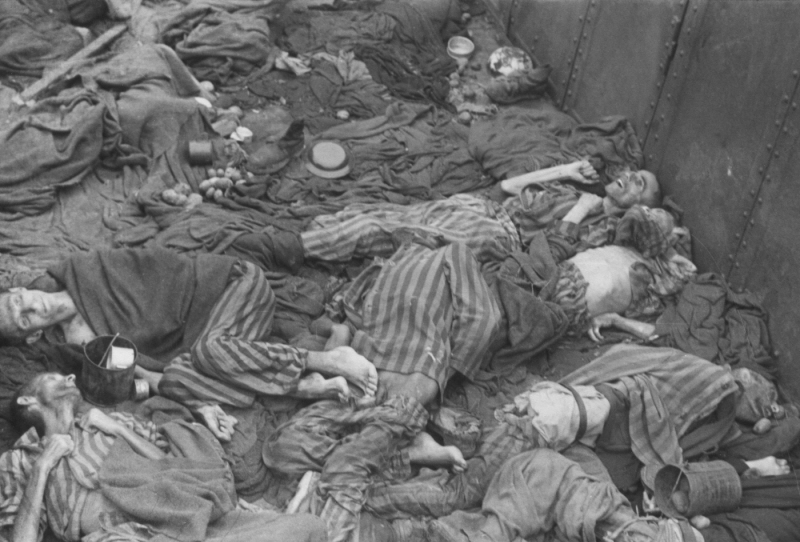